# Balneario Barra de San Simón
Balneario Barra de San Simón är en ort i Mexiko.   Den ligger i kommunen Mazatán och delstaten Chiapas, i den sydöstra delen av landet, 900 km sydost om huvudstaden Mexico City. Balneario Barra de San Simón ligger 7 meter över havet och antalet invånare är 150.
Terrängen runt Balneario Barra de San Simón är mycket platt. Havet är nära Balneario Barra de San Simón åt sydväst.  Närmaste större samhälle är Puerto Madero, 13,0 km sydost om Balneario Barra de San Simón. 